# Pepita Tudó
 (septembre 2016).
Si vous disposez d'ouvrages ou d'articles de référence ou si vous connaissez des sites web de qualité traitant du thème abordé ici, merci de compléter l'article en donnant les références utiles à sa vérifiabilité et en les liant à la section « Notes et références ».
Pour les articles homonymes, voir Pepita (homonymie) et Tudo.

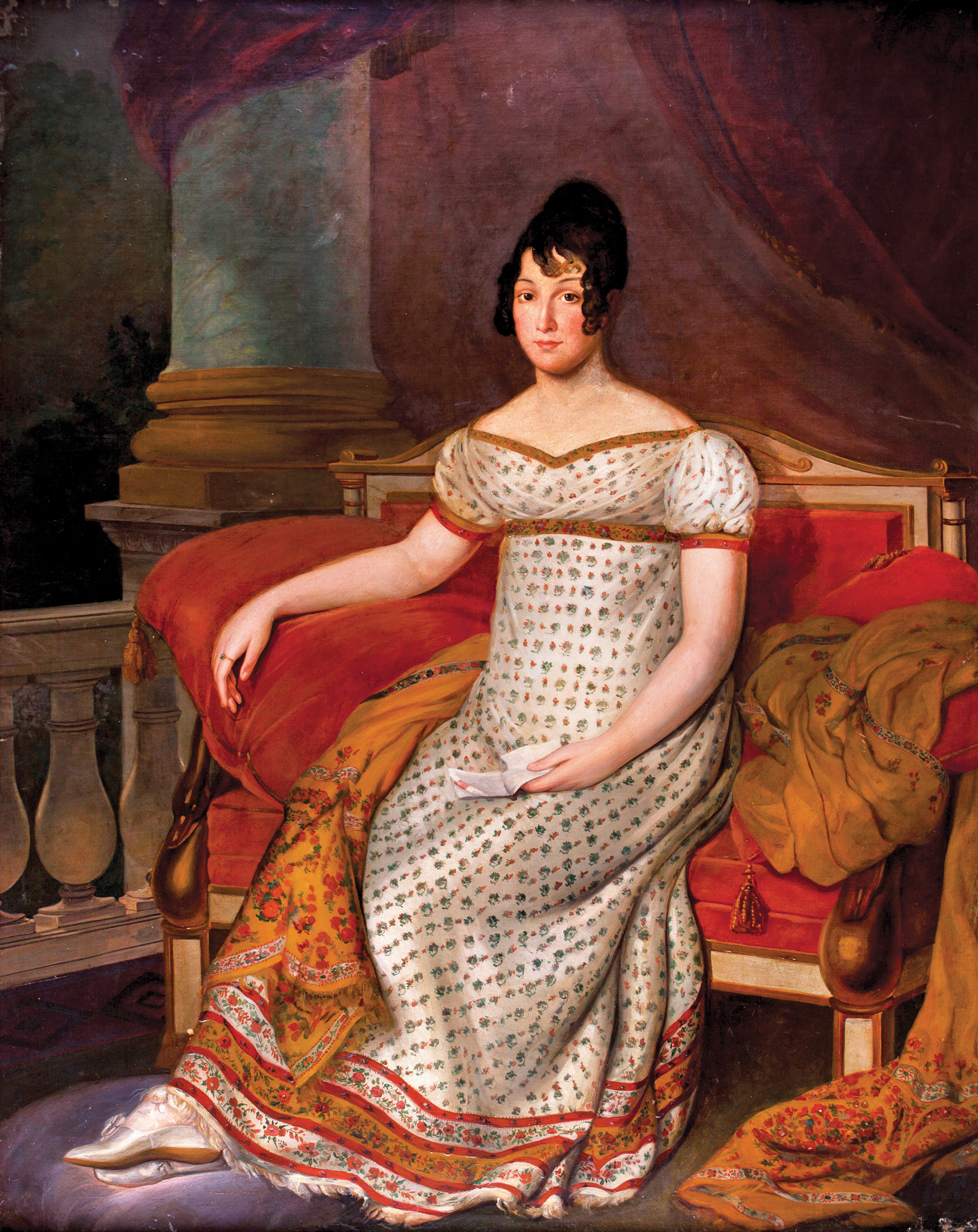
Portrait de Pepita Tudó (c. 1810-15) par José de Madrazo

Josefa Petra Francisca de Paula de Tudó y Catalán, Alemany y Luesia, connue sous le nom de Pepita Tudó (née le 19 mai 1779 à Cadix et morte le 20 septembre 1869 à Madrid) est la maîtresse puis l'épouse du Premier ministre Manuel Godoy.

## Biographie
Son père, Antonio de Tudó y Alemany, est artilleur. Il meurt quand elle est jeune. Depuis l'âge de seize ans, Pepita vit dans la maison de Manuel Godoy, avec sa mère, Catalina Cathalán y Luecia, et ses deux sœurs, Magdalena et Socorro. La rencontre se fait à la suite d'une réclamation que sa mère est venue faire un jour, contre la lenteur du versement de sa pension de veuve. Pepita devient la maîtresse de Manuel Godoy en 1800[réf. nécessaire].
La reine d'Espagne, Marie-Louise, par ailleurs maîtresse jalouse de Manuel Godoy, contraint celui-ci à épouser María Teresa de Borbón y Vallabriga, favorisant un mariage dans la famille royale, très favorable à Manuel Godoy et espérant ainsi écarter la maîtresse roturière. Le mariage ne met cependant pas fin aux relations entre Godoy et Pepita. En 1805, celle-ci donne naissance à Manuel de Godoy di Bassano y Tudó et, en 1807, à un second fils, Luis Godoy. Cette même année, sous l'influence de Manuel Godoy, Charles IV d'Espagne accorde à Pépita les titres de comtesse de Castillofiel et de vicomtesse de Rocafuerte.
En 1808, Pepita Tudó suit son amant et la famille royale en exil. Ils vivent plusieurs mois à Fontainebleau, puis à Compiègne, et à Aix-en-Provence. En octobre 1808, ils arrivent à Marseille où ils passent les quatre années suivantes. En juillet 1812, ils s'installent à Rome, dans le palais Barberini. En avril 1814, Ferdinand VII d'Espagne est rétabli en tant que roi d'Espagne. Il voue une inimitié féroce envers Manuel Godoy et lui interdit de retourner en Espagne. Sur sa demande, le pape Pie VII exile Godoy et Pepita Tudó à Pesaro. Pendant les Cent-Jours, Charles IV et la reine Marie-Louise fuient la France pour Vérone, où ils sont rejoints par Godoy et Pepita Tudó. Celui-ci demande le droit d'asile à l'empereur François Ier d'Autriche, mais Ferdinand VII s'y oppose.
En septembre 1815, sur la demande de Charles IV et de la reine Marie-Louise, le pape déclare la nullité du mariage entre Manuel Godoy et María Teresa de Bourbon. Godoy est autorisé à rentrer à Rome mais, dans le but de préserver les apparences, Pepita Tudó et ses enfants déménagent à Gênes. Ferdinand VII soudoie la police pour qu'elle expulse Pepita Tudó et sa famille de Gênes ; la même chose se reproduit à Livourne et elle trouve refuge à Pise. En mars 1818, son fils cadet, Luis Godoy, meurt. En octobre, Manuel Godoy, malade du paludisme, reçoit les derniers sacrements de l'Église, mais guérit miraculeusement. Ferdinand continue d’interdire à Godoy de retourner en Espagne. Il ne lui accorde pas de pension de l'État. Il empêche également le mariage de sa fille Luisa Carlota Manuela de Godoy dans une maison souveraine. Elle épouse, en 1821, Don Camillo Ruspoli, le fils cadet d'une famille princière romaine.
Le 7 février 1829, Manuel Godoy peut enfin épouser officiellement Pepita Tudó. Ils avaient secrètement effectué une cérémonie de mariage plusieurs années plus tôt, le 22 juin 1797 au Prado. Ils déménagent à Paris en 1832. Ils y vivent dans la pauvreté à l'hôtel Le Peletier d'Aunay, N°42 rue des Mathurins grâce à une pension de cinq mille francs que lui octroie Louis-Philippe. Plus tard, Pepita Tudó retourne en Espagne dans l'espoir de récupérer les biens familiaux. Godoy meurt à Paris le 4 octobre 1851. À quatre-vingt-dix ans, Pepita déclare à un journaliste qu'elle savait que Godoy n'avait eu qu'un seul amour véritable, la reine Marie-Louise. Elle décède le 20 septembre 1869, à Madrid.

## Iconographie
Pepita est considérée par de nombreux historiens comme ayant été le modèle de Goya pour ses deux chefs-d’œuvre que sont La Maja nue et La Maja vêtue.

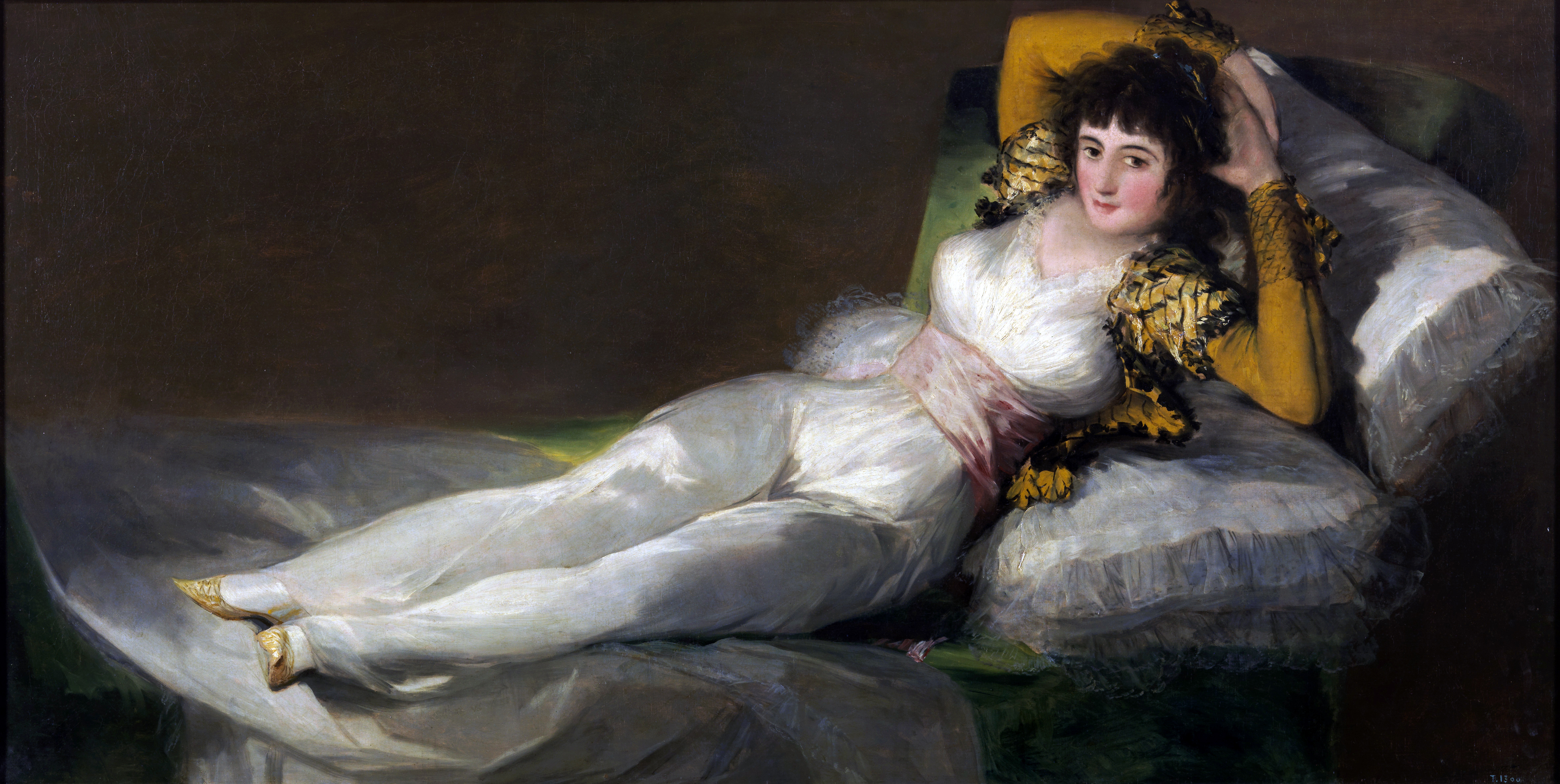
La Maja vêtue.
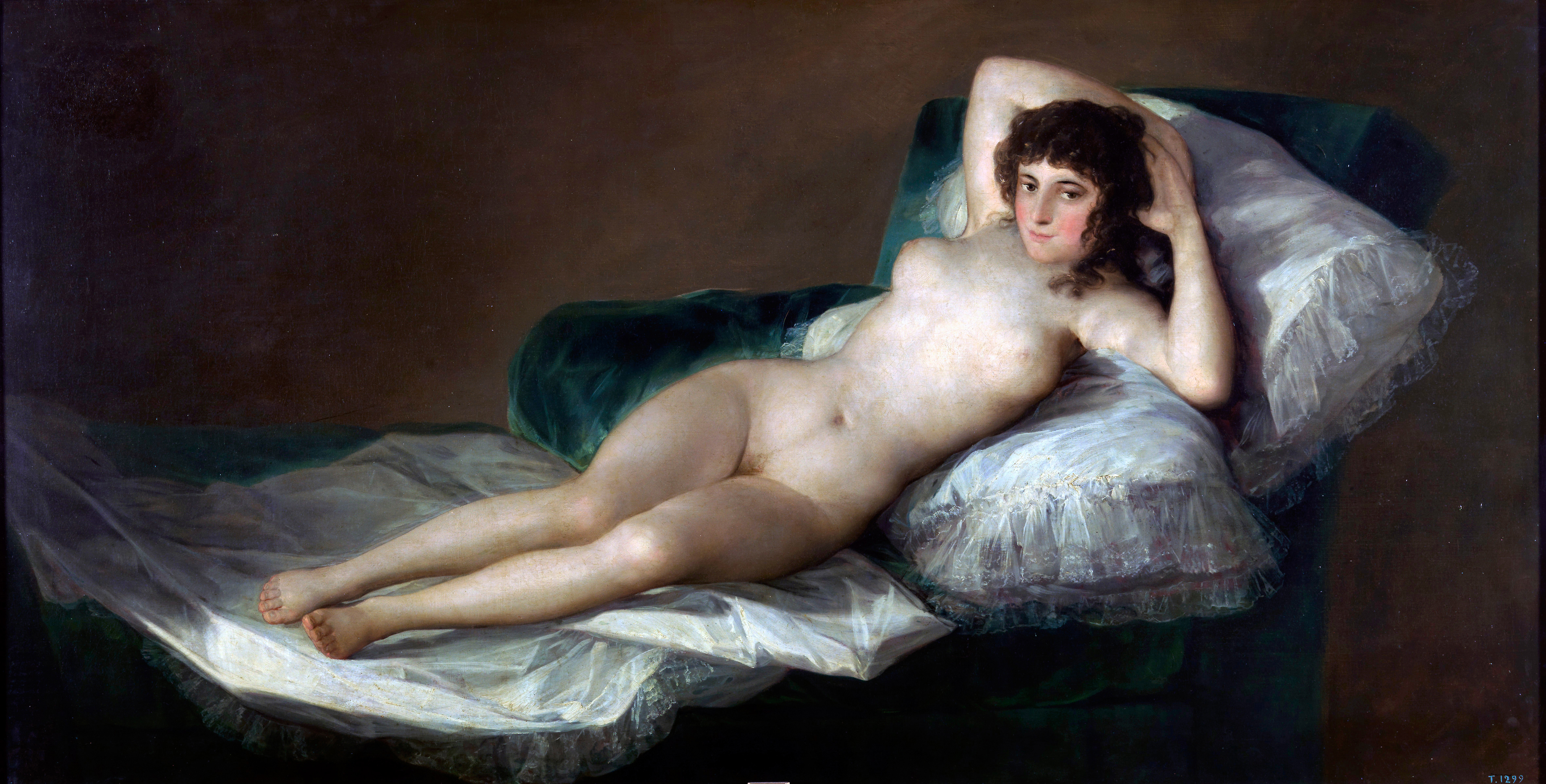
La Maja nue.

#### Théâtre
- Ceferino Palencia (es), Pepita Tudó, 1891

### Filmographie
- Dans le film Volavérunt (Espagne, 1999) de Bigas Luna, inspiré du roman Volavérunt d'Antonio Larreta (1980, prix Planeta), Pepita Tudó est interprétée par Penélope Cruz (voir « Pepita Tudó » (présentation de l'œuvre), sur l'Internet Movie Database).